# Kaparbrev

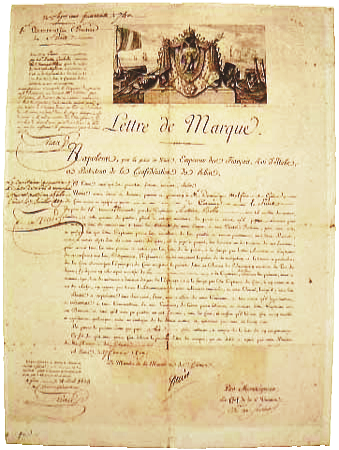
Kaparbrev utfärdat av den franska regeringen 1809.

Ett kaparbrev var en av en stat utfärdad fullmakt för en privatperson att plundra och kapa fiendestaters sjöfart. Framför allt utfärdades kaparbrev av England, Frankrike och Nederländerna under 1500-talet och 1600-talet, när dessa länders militära sjömakt var för svag för att kämpa mot Spanien som byggt upp ett kolonialvälde i Amerika.
Även på andra håll har kaparbrev använts som ett medel att stärka enskilda staters sjömakt i kristider. Även Sverige gjorde bruk av kaparbrev under vissa perioder. (Se Lars Gathenhielm)
De av kaparna erövrade fiendefartygen kallades för "priser", eftersom man för dem erhöll en penningsumma av den makt som utfärdat kaparbrevet.